# Sommarlov 05
Sommarlov 05 var ett sommarlovsprogram på Sveriges Television som sändes den 13 juni-5 augusti 2005. Programmet sändes direkt från fyra orter i Sverige: Malmö, Kalmar, Varberg och Borlänge. I varje avsnitt visades tecknade barnprogram, till exempel Tracy McBean, Parallax och Dundermusen. I varje stad fanns det en hinderbana där ett visst antal lag tävlade om att få representera Sverige i en stor final i Norge. Vinnarna blev lagen "Getingarna" från Bonässund och "Dubbelkusinerna" från Bodafors. Programledare var Ayla Kabaca, Björn Johansson Boklund och Hans-Christian Thulin. Programmet sändes i SVT 1 klockan 9.15.